# Thomas et ses amis : La Grande Découverte
 (octobre 2023).
Si vous disposez d'ouvrages ou d'articles de référence ou si vous connaissez des sites web de qualité traitant du thème abordé ici, merci de compléter l'article en donnant les références utiles à sa vérifiabilité et en les liant à la section « Notes et références ».
Série Thomas et ses amis
Appel à tous les moteurs !
(2005) Le Héros de Chicalor
(2009)
Pour plus de détails, voir Fiche technique et Distribution.
Thomas et ses amis : La Grande Découverte (Thomas & Friends: The Great Discovery) est un film britannique réalisé par Steve Asquith, sorti en 2008. Il est issu de la franchise Thomas et ses amis.

## Synopsis
Le gros contrôleur déclare que, pour la Journée de Chicalor, une cité perdue sera reconstruite. Thomas se sent menacé par l'arrivée de Stanley. Quand un piège se retourne contre lui, il se retrouve perdu. Le retrouvera-t-on à temps pour la Journée de Chicalor ?

## Fiche technique
- Titre : Thomas et ses amis : La grande découverte
- Titre original : Thomas & Friends: The Great Discovery
- Réalisation : Steve Asquith
- Scénario : Sharon Miller d'après la série télévisée Thomas et ses amis basée sur les livres de Wilbert Vere Awdry
- Musique : Robert Hartshorne et Ed Welch
- Photographie : Paul Ryan
- Montage : Mo Henry et Ron Wisman
- Production : Simon Spencer
- Société de production : HiT Entertainment
- Société de distribution : Lionsgate
- Pays :  Royaume-Uni
- Genre : Animation, Familial
- Durée : 85 minutes
- Dates de sortie : 
  -  Royaume-Uni : 20 septembre 2008
  -  Canada : 9 septembre 2008

## Distribution
- Pierce Brosnan